# Auchterhouse
Auchterhouse ist ein Dorf und Civil parish in Angus, Schottland.

## Geschichte

### Archäologische Funde
Die älteste auf dem Stadtgebiet gefundene Siedlung stammt aus den Jahren 3500 bis 1000 v. Chr. Bei Ausgrabungen fand man Werkzeuge aus Stein und Bronze wie sie zum Roden von Ackerland benutzt wurden. Es wurde Weizen und Gerste angebaut und Viehzucht betrieben. Eine nördlich des Dorfs gefundene Handspindel, die sich heute im Besitz der McManus Galleries in Dundee befindet, legt zudem nahe, dass die frühen Bewohner der Gegend Wolle sponnen. Bei Luftaufnahmen wurden in Dronley Wood die Reste eines Henges gefunden. Bei Bauarbeiten im 19. Jahrhundert wurde darüber hinaus ein Steinkreis entdeckt, der aber zerstört wurde.
Auf dem unweit des Ortes gelegenen West Mains Hill wurde 1897 ein Cairn freigelegt. Darunter wurde eine Steinkiste mit zwei Skeletten gefunden, die auf das Jahr 2000 v. Chr. datiert wurden. Neben den Skeletten befand sich ein Dolch aus Bronze. Im Laufe des 19. Jahrhunderts wurden in der unmittelbaren Umgebung weitere Steinkisten entdeckt. Ein Hügelgrab kann man südlich von Dronley House besichtigen. Zudem entdeckte man auf dem Gebiet des Auchterhouse Park mehrere Cup-and-Ring-Markierungen.
Auf dem Auchterhouse Hill befindet sich ein Hillfort aus der Eisenzeit. Es ist gegen Osten und Süden durch fünf Erdwälle und Burggräben abgesichert. Im 18. Jahrhundert wurden auf dem gesamten Stadtgebiet mehrere Souterrains entdeckt. Luftaufnahmen aus jüngerer Zeit haben in den nahegelegenen Orten East Adamston, Bonnyton und Burnhead weitere angezeigt. Im Bereich des Auchterhouse Park hat man darüber hinaus Gräber und Skelette gefunden, die aus den Jahren 1000 vor bis 500 nach Chr. stammen.

### Entwicklung ab dem 11. Jahrhundert
Die Pfarrkirche von Auchterhouse ist der Jungfrau Maria geweiht und stammt aus dem Jahr 1238. Im Jahr 1303 hielten sich sowohl Sir William Wallace als auch Edward I. im Ort auf. 1469 wurde das Gebiet um Auchterhouse dem Besitz von James Stewart, 1. Earl of Buchan, einem Onkel James III., zugesprochen, der zugleich den Titel Lord Auchterhouse führte.
Die technische Entwicklung im Bereich der Landwirtschaft führte im 18. und 19. Jahrhundert zu mehr Wohlstand in den ländlichen Gebieten Schottlands. So nahm die Produktion der landwirtschaftlichen Betriebe im ganzen Land zwischen 1820 und 1850 um 58 Prozent zu. Dieser neue Wohlstand spiegelte sich in Auchterhouse vor allem im Bau neuer und größerer Häuser wider. Daneben wurde in dieser Zeit aber auch die 1707 erbaute Getreidemühle renoviert. Das hierfür benötigte Baumaterial wurde aus neu eröffneten Steinbrüchen der Umgebung gewonnen. Als einer der größten Fortschritte dieser Zeit gilt jedoch der Bau der Dundee and Newtyle Railway, die 1831 eröffnet wurde und als erste Eisenbahnlinie im Norden Schottlands gilt. Über diese Linie war Auchterhouse ab 1842 mit dem Hafen von Dundee verbunden. Die Bahntrasse ging zunächst in den Besitz der Caledonian Railway über, bevor sie ab 1923 von der London, Midland and Scottish Railway betrieben wurde. Der Bahnhof in Auchterhouse wurde schließlich am 10. Januar 1955 geschlossen. 
Am 2. Mai 1899 wurde im Rathaus von Dundee eine Versammlung abgehalten, bei der die Errichtung eines Sanatoriums zur Behandlung von Tuberkuloseerkrankungen beschlossen wurde. Der Plan sah den Bau eines Krankenhauses mit 30 Betten vor. Nachdem David Ogilvy, 11. Earl of Airlie Bauland im Bereich des Auchterhouse Park zur Verfügung gestellt hatte, wurde 1901 mit dem Bau begonnen. Das Sanatorium wurde schließlich am 26. September 1902 eröffnet. Die Baukosten betrugen 20.764 £. Am 11. März 1903 wurden die ersten Patienten aufgenommen. Während des ersten Jahres behandelte man in dem Sanatorium 87 Menschen, von denen 67 als geheilt entlassen werden konnten. Im Durchschnitt musste ein Patient nur vier Monate behandelt werden. Trotz des Erfolgs schrieb das Sanatorium 1907 einen Verlust zwischen 500 £ und 700 £. Die finanzielle Situation verschlechterte sich bis 1909 weiter, sodass die Schließung des Hauses für das folgende Jahr beschlossen wurde. Mit einer jährlichen Spende von 1000 £ sicherte Sir James Caird das Fortbestehen des Krankenhauses. 1969 wurde das Haus letztlich geschlossen.

## Geographie
Auchterhouse liegt an der südlichen Flanke der Sidlaw Hills. Der Ort liegt 11,7 Kilometer nordwestlich von Dundee und 24 Kilometer südwestlich von Forfar. Das Gebiet um Auchterhouse steigt von Süden nach Norden kontinuierlich an. Der auf dem Stadtgebiet liegende Auchterhouse Hill bildet mit 426 Metern dabei den höchsten Punkt. Der nördliche Teil des Stadtgebiets besteht vorwiegend aus Moorlandschaft. Der tieferliegende südliche Teil besteht vorwiegend aus Geschiebemergel. Dort befinden sich sehr ertragreiche Ackerflächen.

## Bildung
Bis 1873 gab es in Auchterhouse eine Schule für Jungen und eine für Mädchen. Kinder im Alter von 5 bis 13 Jahren besuchten die Schulen, wobei von den 165 auf dem Gemeindegebiet lebenden Kinder 141 die Schule besuchten. 1874 besuchten nur neun Kinder die Schule nicht. Ein Bericht aus dem Jahr 1875 deckte zum Teil erhebliche Mängel bei der Erziehung der Mädchen auf. Als Reaktion hierauf wurden beide Schulen zusammengelegt und es wurde eine neue Lehrerin für die Mädchen eingestellt. Für sie wurde das ehemalige Schulgebäude der Mädchenschule als Wohnhaus umgebaut. Da es jedoch zwischen der Lehrerin und ihrem Kollegen, der für die Jungenschule zuständig war, zu fachlichen Unstimmigkeiten kam, wurden die Schulen wieder getrennt, verblieben aber im selben Gebäude.
Heute gibt es in Auchterhouse eine Grundschule. Im Jahr 2010 besuchten 55 Schüler die Schule. Mit 11 Jahren müssen die Schüler an die Monifieth High School im etwa 21 Kilometer entfernten Monifieth wechseln.

## Religion
Die Pfarrkirche Auchterhouse aus dem Jahr 1238 wurde 1426 durch ein Gebäude im gotischen Stil ersetzt. Dieses wiederum wurde im Jahr 1630 erneuert. Nachdem die Statik des Kirchengebäudes gefährdet war, wurde es 1775 teilweise renoviert. Heute besteht die Kirche aus einem rechteckigen Chor im östlichen Teil des Gebäudes, einem ebenfalls rechteckigen Langhaus im westlichen Teil und einem Kirchturm. Aus der Zeit des ursprünglichen Gebäudes sind noch zwei Taufbecken und ein Stein mit der Beschriftung Ave Maria in der östlichen Giebelwand des heutigen Gebäudes erhalten. Die Kirchenuhr wurde vom aus Dundee stammenden Uhrmacher Thomas Ivory gebaut.
Unter dem heutigen Kirchengebäude befindet sich die Gruft des Clans der Buchan, Lyon und Ogilvy families. Zwar verbot die Generalversammlung der Church of Scotland 1643, dass hier weitere Bestattungen stattfanden. Trotzdem wurde diese Praxis noch einige Zeit aufrechterhalten.
1721 predigte John Glas, der Begründer der Sandemanianer in Auchterhouse.

## Sport
Auf dem Gelände Auchterhouse Country Sports finden regelmäßig die Ausscheidungen zur schottischen Nationalmannschaft im Tontaubenschießen statt. Hier fand auch die schottische Meisterschaft derselben Sportart 2011 statt. Auf dem Gelände eines ehemaligen Steinbruchs finden auch Wettbewerbe im Bogenschießen statt, man kann Paintball spielen oder einen Panzer fahren.

## Persönlichkeiten
Der Sänger Billy MacKenzie lebte von 1991 bis zu seinem Tod 1997 in Auchterhouse. Der Maler James MacIntosh Patrick verarbeitete die Gegend um Auchterhouse in seinem Bild 'Sidlaw Village, Winter'.